# 弗拉米库尔
弗拉米库尔（法語：Framicourt，法語發音：[fʁamikuʁ]）是法国上法蘭西大區索姆省的一个市镇，属于阿布维尔区。

## 地理
弗拉米库尔（49°57'25"N, 1°40'24"E）面积5.02 平方千米，位于法国上法蘭西大區索姆省，该省份为法国北部沿海省份，北起加来海峡省和北部省，西接滨海塞纳省和大西洋英吉利海峡，南至瓦兹省，东临埃纳省。
与弗拉米库尔接壤的市镇（或旧市镇、城区）包括：比安库尔、布扬库尔昂塞里、朗比雷勒、朗比尔、勒特朗莱。

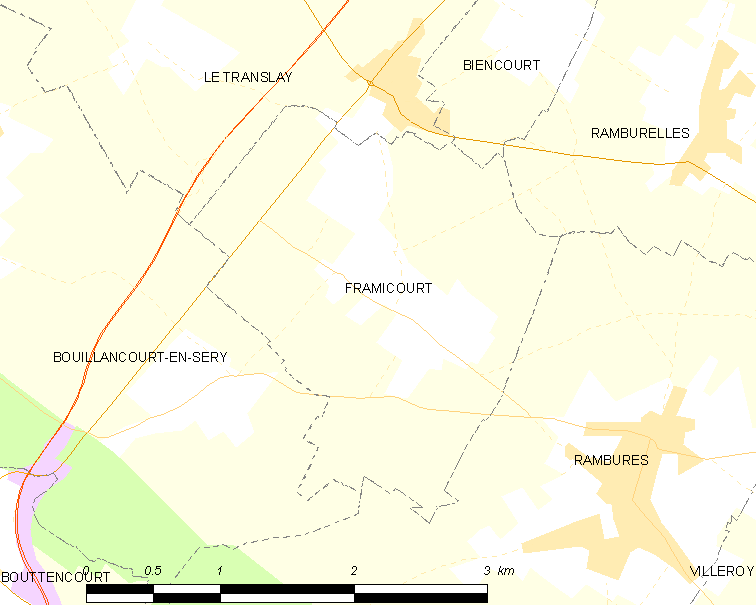
弗拉米库尔的OSM定位图

弗拉米库尔的时区为UTC+01:00、UTC+02:00（夏令时）。

## 行政
弗拉米库尔的邮政编码为80140，INSEE市镇编码为80343。

## 政治
弗拉米库尔所属的省级选区为皮卡第地区普瓦县。

## 人口

1962-2008年间弗拉米库尔人口变化图示

弗拉米库尔于2022年1月1日时的人口数量为157人。